# Knud Agger

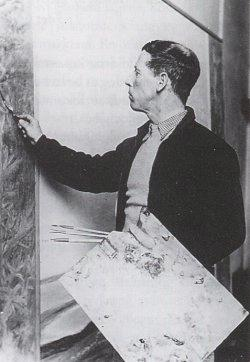
Knud Agger.

Knud Agger, född den 26 september 1895 i Holstebro, död den 2 februari 1973 i Helsingör, var en dansk autodidakt impressionistisk målare. 

## Biografi
Agger flyttade till Köpenhamn för att studera arkitektur vid Det Kongelige Danske Kunstakademi. Han återvände till hemstaden 1928 för att måla landskap i Limfjorden och Venø. År 1929 flyttade han till Helsingör, där han bodde resten av sitt liv. Efter andra världskriget återvände Agger ofta till sin sommarstuga på Venø, där han målade landskap fram till det att ett hjärtproblem satte stopp för resorna 1965. Under senare år arbetade han mycket med stenar och på slutet dominerade stenarna helt hans konst. Aggers sista arbete var ett åtta meter långt glasfönster i Abildgård kyrka i Frederikshamn. Agger finns representerad vid bland annat Göteborgs konstmuseum.

## Utmärkelser
- 1938 Eckersbergmedaljen
- 1966 Läkerols kulturpris
- 1971 Thorvaldsenmedaljen